# Incidente de Michael Fagan

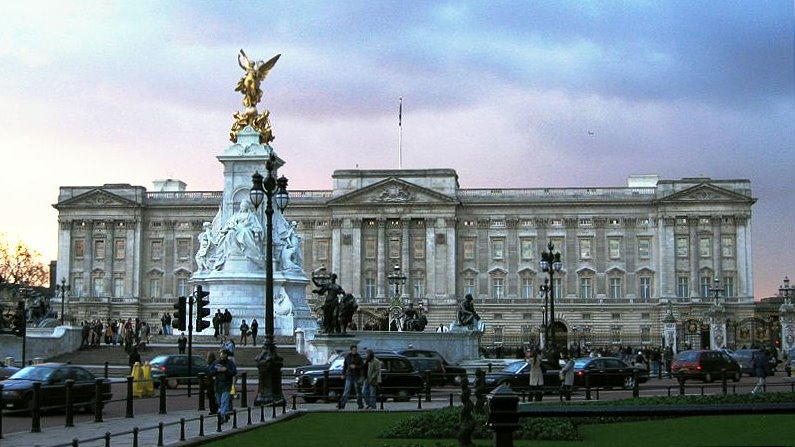
El Palacio de Buckingham, donde tuvo lugar el incidente.

En la madrugada del 9 de julio de 1982, Michael Fagan fue el intruso que accedió al palacio de Buckingham llegando al dormitorio de la reina Isabel II .
El hombre, desempleado y padre de cuatro niños, consiguió evadir las alarmas electrónicas, a la guardia real y a la policía de palacio.

## Antecedentes
Michael Fagan, era un desempleado con cierto nivel de esquizofrenia, del que se dice que frecuentaba muchos bares de su localidad. Tenía bastante dificultad para mantener un empleo estable, por lo que siempre acudía a oficinas gubernamentales para que le puedan otorgar un bono de desempleo. Con el tiempo, comenzó a exigir incrementos en los bonos que distaban de la realidad económica que estaba atravesando el país, por lo que los agentes le empezaron a cerrar las puertas y a negarle tales beneficios. Esto tuvo como consecuencia diversas peleas con familiares, con compañeros de trabajo e incluso con personas desconocidas en la propia calle. Todo ello hizo que ya fuera puesto en el ojo de la policía local por caso de violencia intrafamiliar, irrupción a la paz pública y, por ende, por hostigamiento.

## Quiebres de Seguridad

### Primera invasión
A primera hora de la mañana del 7 de julio, Fagan se dispuso a escalar las vallas de hierro del palacio de Buckingham y saltó al patio de la residencia real. Ningún guardia se percató del intruso. Michael Fagan encontró una ventana abierta y accedió al interior del edificio, pero la reina no se encontraba allí. En esa sala solo había una antigua colección de sellos del rey Jorge V con un valor de veinte millones de dólares y a la que no prestó la más mínima atención; él solo quería ver a la reina. Aunque la alarma del palacio se disparó dos veces, el personal encargado de la seguridad pensó que era un fallo del sistema y la desconectó en ambas ocasiones.
Fue entonces cuando saltó de nuevo al patio y consiguió escalar el edificio a través de una tubería, accediendo a la segunda planta del mismo por una de las ventanas de la oficina del almirante Sir Peter Ashmore, encargado de seguridad de la reina. En esa habitación tampoco había nadie, por lo que decidió quitarse los zapatos y los calcetines y proceder a explorar descalzo el palacio. Deambuló por los pasillos buscando a la soberana, cuando se lastimó la mano con un cenicero de cristal que le produjo un corte, por lo que fue dejando una estela de sangre por el camino. Más adelante, los platos de comida para perros situados junto a una habitación dieron entender a Fagan que estaba frente al aposento real. Incluso antes de entrar se permitió el lujo de saludar con un «buenos días» a una camarera que pasó por allí y que no se percató de la rareza del intruso.

### Segunda Invasión
La reina se despertó cuando el intruso abrió una cortina y se sentó en la esquina de su cama. No podía salir de su asombro al ver a aquel desconocido sosteniendo un cenicero y con la mano sangrando.Manteniendo la calma, cogió el teléfono  y pidió a la operadora que llamase a la policía, la cual tardaría en llegar veinte minutos. También intentó llamar al servicio apretando un botón desde su cómoda, sin que nadie apareciera.
El incidente ocurrió cuando el guardia armado que custodiaba la entrada al dormitorio se encontraba esa mañana fuera del palacio paseando al perro de la reina.
Isabel II y Fagan estuvieron hablando durante diez minutos, en los que conversaron acerca de los problemas maritales de éste y también le dijo que le parecía una coincidencia que tanto él como ella tuvieran justamente cuatro hijos; en dicha conversación destaca la indiferente e histórica frase que la reina le espetó: «Señor, creo que se ha equivocado de habitación». Más tarde incluso Fagan se atrevió a preguntarle si tenía un cigarrillo con el que obsequiarle. Finalmente una camarera abrió la puerta y gritó asustada al ver aquel extraño sentado en la cama real. De inmediato salió corriendo y fue a llamar a un empleado de palacio, que en cuanto llegó sometió a la fuerza al intruso.
Este fue su segundo intento victorioso de acceder al palacio; en el anterior, que tuvo lugar apenas tres semanas antes, entró al palacio por una claraboya abierta del techo y deambuló por los pasillos más de media hora. Se dio tiempo para contemplar los cuadros y retratos reales, descansó un momento en el trono y luego se dirigió al salón de banquetes, donde se bebió media botella de vino blanco acompañado de unos bocadillos antes de marcharse.
El 9 de julio de 1982 Michael Fagan, de 33 años, había pasado bebiendo whisky toda la noche anterior (después de día anterior a la invasión), y luego se había dedicado a deambular por las oscuras calles de Londres. Hacía poco le habían dado de alta de un hospital psiquiátrico en Brixton, a donde había sido enviado luego de cortarse las venas con una botella rota.

### Consecuencias
El percance causó una gran impresión en la sociedad británica, porque el intruso no solo logró acceder al palacio sino que pudo llegar al lugar mismo donde dormía la reina. La prensa hizo hincapié sobre la actuación de Isabel II, que mantuvo la calma mientras se encontraba un desconocido con la mano sangrando en su dormitorio y pudo mantener diez minutos de conversación.
La entonces primera ministra del Reino Unido, Margaret Thatcher,  se disculpó personalmente con la reina y ordenó inmediatamente tomar medidas para reforzar la seguridad en el palacio de Buckingham.